# Potoki (województwo pomorskie)
Potoki – osada śródleśna w Polsce położona w województwie pomorskim, w powiecie człuchowskim, w gminie Koczała.
W latach 1975–1998 miejscowość administracyjnie należała do województwa słupskiego.
Osada położona pośród lasu, na północny zachód od wsi sołeckiej Bielsko, w skład którego to sołectwa również wchodzi.